# Candimboides cuneiformis
Famille
Genre
Espèce
Candimboides cuneiformis est une espèce de vers plats marins d'Australie, la seule du genre Candimboides et de la famille Candimboididae. Cette famille appartient au sous-ordre des Acotylea de l'ordre des Polycladia.

## Systématique
Les noms valides complets (avec auteur) de ces taxons sont :
- pour la famille : Candimboididae Faubel, 1983[1]
- pour le genre : Candimboides Prudhoe, 1982[1]
- pour l'espèce : Candimboides cuneiformis Prudhoe, 1982[1].

Synonymes ou désignations obsolètes
- L'espèce Candimboides rabita (Marcus & Marcus, 1968) est renommée en  Armatoplana rabita (Marcus & Marcus, 1968), de la famille des Stylochoplanidae[1].